# Atelier Goldstein

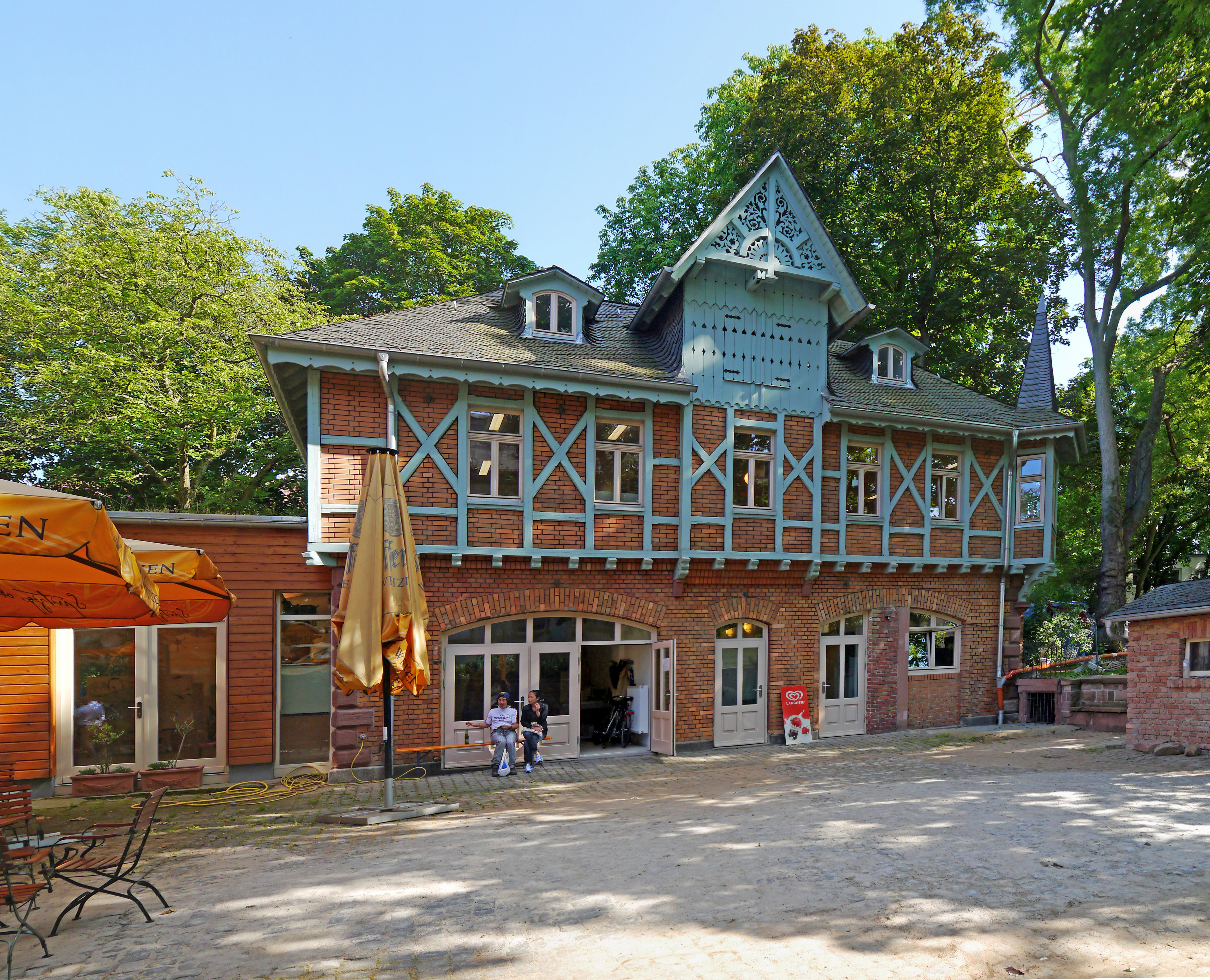
Atelier Goldstein (2012)

Das Atelier Goldstein der Lebenshilfe e. V. Frankfurt am Main ist eine Künstleragentur in einem Atelier in Frankfurt-Sachsenhausen. Es vertritt Künstlerinnen und Künstler mit  kognitiver Behinderung, mit Unterstützung durch Fachbetreuerinnen und Fachbetreuer mit künstlerischer bzw. kunstpädagogischer Ausbildung. Aufnahmebedingungen für das Atelier sind eine kognitive Behinderung und  außergewöhnliche künstlerische Begabung. Die Arbeiten der Künstlerinnen und Künstler finden in Ausstellungen, Museen und Sammlungen und auch auf dem internationalen Kunstmarkt ihren Platz.
Im Atelier Goldstein arbeiten Künstlerinnen und Künstler in den Bereichen Malerei, Zeichnung, Grafik, Bildhauerei, Objektkunst, Fotografie, Sound und Performance. Arbeiten aus dem Atelier Goldstein befinden sich u. a. in der Bundeskunstsammlung, der Museumslandschaft Hessen sowie in den Sammlungen des Centre Pompidou in Paris, des Museum of Everything in London und der Collection Bruno Decharme.

## Geschichte
Im Jahr 2000 hatte die Bühnen- und Kostümbildnerin Christiane Cuticchio die Idee für dieses Atelier, zu der sie unter anderem durch die Präsentation der Werke des Schweizer Künstlers Adolf Wölfli (1864–1930) auf der documenta 5 angeregt wurde. Sie suchte dafür in Frankfurt am Main den Kontakt zum Verein Lebenshilfe e. V. Frankfurt am Main. Da sie keine Ausbildung für die Arbeit mit behinderten Menschen und Künstlern hatte, machte sie parallel zu ihrer Tätigkeit für die Frankfurter Oper bei verschiedenen Stellen des Vereins ein zweijähriges Praktikum. Danach fanden sich durch einen befreundeten Künstler Atelierräume in einem Weltkriegsbunker in Frankfurt-Goldstein. Das Stadtviertel wurde zum Namensgeber des Ateliers. Später konnten die Künstler durch die Unterstützung der Peter Paul und Emy Wagner-Heinz Stiftung an ihren jetzigen Standort umziehen, die Remise einer 1881 – im Auftrag von Philip Peter Heinz – erbauten Fabrik in Frankfurt-Sachsenhausen.
Seit 2013 betreibt das Atelier Goldstein die Goldstein Galerie in Frankfurt-Sachsenhausen, wo seither neben Ausstellungen auch Events wie Konzerte oder Lesungen stattfinden. Unter dem Namen Goldstein Akademie sind seit 2017 Künstler des Ateliers als Kunstlehrende an Frankfurter Schulen tätig.
Bis 2020 wurde das Atelier von Christiane Cuticchio geleitet. Sie wurde von der Regisseurin Sophia Edschmid und dem Künstler Sven Fritz abgelöst.

## Gestaltungsprojekte

### Neugestaltung der Marienkirche bei Rüdesheim, 2009–2015
Im Jahr 2009 wurde das Atelier Goldstein mit der Neugestaltung einer Zisterzienserkirche aus dem frühen 13. Jahrhundert im Rheingau beauftragt. Die Arbeit an der Marienkirche in Rüdesheim am Rhein wurden 2015 abgeschlossen. Die Kirche befindet sich auf dem Gelände des Sankt Vincenzstifts Aulhausen. In Zusammenarbeit mit Theologen gestaltete das Atelier Goldstein den gesamten Kirchenraum, darunter Fenster, Kreuz und Marienaltar, entsprechend der römisch-katholischen Ikonografie und den Zisterzienserbräuchen neu. Vom Konzept über den Entwurf bis zur baulichen Umsetzung zur Marienkirche war eine inklusive Gruppe von 14 Künstlern an dem Gesamtkunstwerk beteiligt.

### „Never Forget“, Max-Planck-Institut Frankfurt, 2020–2022
2020 beauftragte das Max-Planck-Institut für Hirnforschung das Atelier Goldstein mit der Konzeption und Realisierung eines Mahnmals für den Eingangsbereich des Instituts in Frankfurt am Main. „Never Forget“ ist eine Gedenkskulptur, die an 58 Kinder erinnert, die während der NS-Zeit durch das Vorgängerinstitut Kaiser-Wilhelm-Institut (KWI) für neurologische Studien ermordet wurden. Die Gedenkskulptur besteht aus 9 Betonstühlen in Kindergröße, die auf einem Sockel angeordnet sind. In den Sockel sind Namen der Opfer als Intarsien eingelassen.

## Künstlerinnen und Künstler
- Perihan Arpacilar (1949–2022), Gemälde
- Wolfgang Bielaczek (1959–2020), Zeichnungen
- Julius Bockelt (* 1986), Zeichnungen und Fotografie
- Dustin Eckhardt (* 1999), Zeichnungen
- Holger Frischkorn (* 1974), Gemälde
- Hans-Jörg Georgi (* 1949), Kunstobjekte und Zeichnungen
- Stefan Häfner (* 1959), Architektur
- Tina Herchenröther (* 1998), Gemälde und Zeichnungen
- Julia Krause-Harder (* 1973), Kunstobjekte
- Snezana Milenkovic (* 1971), Gemälde
- Franz von Saalfeld (* 1961), Gemälde und Bühnenstücke
- Christa Sauer (1952–2019), Gemälde
- Babak Sayahzadeh (* 1996), Computerkunst
- Markus Schmitz (* 1980), Scherenschnitte
- Selbermann (* 1962), Zeichnungen, Malereien, Plastiken, Fotografien
- Andreas Skorupa (* 1967), Zeichnungen
- Lothar Zaubitzer (* 1964), Kunstobjekte
- Juewen Zhang (* 1995), Gemälde und Zeichnungen
- Birgit Ziegert (1966–2017), Gemälde und Zeichnungen

## Ausstellungen seit 2015 (Auswahl)
- 2023: Der weltbekannte Planet, Gruppenausstellung des Atelier Goldstein im NKR – Neuer Kunstraum Düsseldorf; Wolken. Von Gerhard Richter bis zur Cloud, Julius Bockelt u. a., Museum Sinclair-Haus; „I Love The Movement That Displaces Lines“, Julius Bockelt, Galerie Christian Berst, Paris
- 2022: Cartographie, Julia Krause-Harder u. a., Galerie Plein Jour, Douarnenez; Noah’s Planes, Hans Jörg Georgi, Galerie Christian Berst, Paris; Atelier Goldstein im Lenbachhaus München, Julius Bockelt, Hans Jörg Georgi, Tina Herchenröther, Julia Krause-Harder und Franz von Saalfeld; Stadt-Blicke. Eine subjektive Frankfurt Kartographie, Dustin Eckhardt, Selbermann u. a., Historisches Museum, Frankfurt am Main; documenta fifteen, Julius Bockelt, Hans Jörg Georgi, Franz von Saalfeld und Juewen Zhang, Kassel
- 2021: La Creation du monde N°2, Julia Krause Harder, Dommuseum Frankfurt am Main; Ostinato, Julius Bockelt, Galerie Christian Berst, Paris
- 2020: Julius Bockelt, u. a., Galerie Christian Berst, Paris
- 2019: Julia Krause-Harder u. a., Musée Visionnaire, Zürich; Flying High, Perihan Arpacilar, Julia Krause-Harder, Birgit Ziegert u. a., Kunstforum Wien
- 2018: L´envol, Hans-Jörg Georgi u. a., La Maison Rouge, Paris; Summer Exhibition, Hans-Jörg Georgi u. a., Royal Academy of Arts, London; Königsklasse IV, Hans-Jörg Georgi u. a., Pinakothek der Moderne / Schloss Herrenchiemsee; Phase Shifter, Julius Bockelt, Museum Folkwang, Essen; Touchdown, Birgit Ziegert, Christa Sauer, u. a., Zentrum Paul Klee, Bern
- 2017: Living In Art Brut, Perihan Arpacilar u. a., Museum Krems, Krems/Donau; „Ballastexistenzen“ –?, Paulskirche, Frankfurt am Main; 1000 Patronen, Julius Bockelt u. a., Museum Texture, Kortrijk
- 2016: Tell it Slant, Julius Bockelt, Louise Bourgeois, Polly Apfelbaum, u. a., Frith Street Gallery, London; Fürchtet euch nicht !, Julia Krause-Harder, Dommuseum, Frankfurt am Main; Touchdown, Birgit Ziegert, Christa Sauer, u. a., Bundeskunsthalle Bonn; Bühnenreif 1. Akt (1900–2016), Franz von Saalfeld u. a., Arp Museum Bahnhof Rolandseck, Remagen
- 2015: Julius Bockelt, Max-Planck-Institut für Hirnforschung, Frankfurt am Main; Art Brut Live, Hans-Jörg Georgi u. a., Dox, Prag; Flugzeuge, Hans-Jörg Georgi, Luftmuseum Amberg; Julia Krause-Harder, Kunstverein Bad Nauheim

## Auszeichnungen
- 2012 Binding-Kulturpreis